# ادمیلسون (بازیکن فوتبال)
ادمیلسون (فوتبالیست) (به پرتغالی: José Edmílson Gomes Moraes) هافبک، مدافع اهل برزیل است که در شهر Taquaritinga و در تاریخ ۱۰ ژوئیهٔ ۱۹۷۶ به دنیا آمده‌است.
ادمیلسون (فوتبالیست) در تیم‌های فوتبال سائوپائولو ،لیون، بارسلونا، ویارئال، پالمیراس و باشگاه فوتبال رئال ساراگوسا سابقهٔ حضور دارد. این بازیکن همچنین در سال، ۲۰۰۰ – ۲۰۰۷ ۴۲ بار برای، تیم ملی فوتبال برزیل به میدان رفته‌است و طی این مدت ۱ گل به ثمر رسانده‌است.